# Chrysochloroma malthaca
Chrysochloroma malthaca är en fjärilsart som beskrevs av Louis Beethoven Prout 1916. Chrysochloroma malthaca ingår i släktet Chrysochloroma och familjen mätare. Inga underarter finns listade i Catalogue of Life.